# پروتکل سطح پایین خواننده
پروتکل سطح پایین خواننده (به انگلیسی: Low-Level Reader Protocol) به اختصار (به انگلیسی: LLRP) که در آوریل ۲۰۰۷ توسط EPCGlobal تصویب شده‌است. LLRP پروتکل آگاهانه RFID است که برای استانداردسازی رابط شبکه خوانندگان RFID در نظر گرفته شده‌است. این برنامه به عنوان یک استاندارد طراحی شده‌است تا توسعه دهندگان یک رابط برنامه‌نویسی مشترک با خوانندگان RFID از تولیدکنندگان مختلف داشته باشند.